# Abdij van Berne

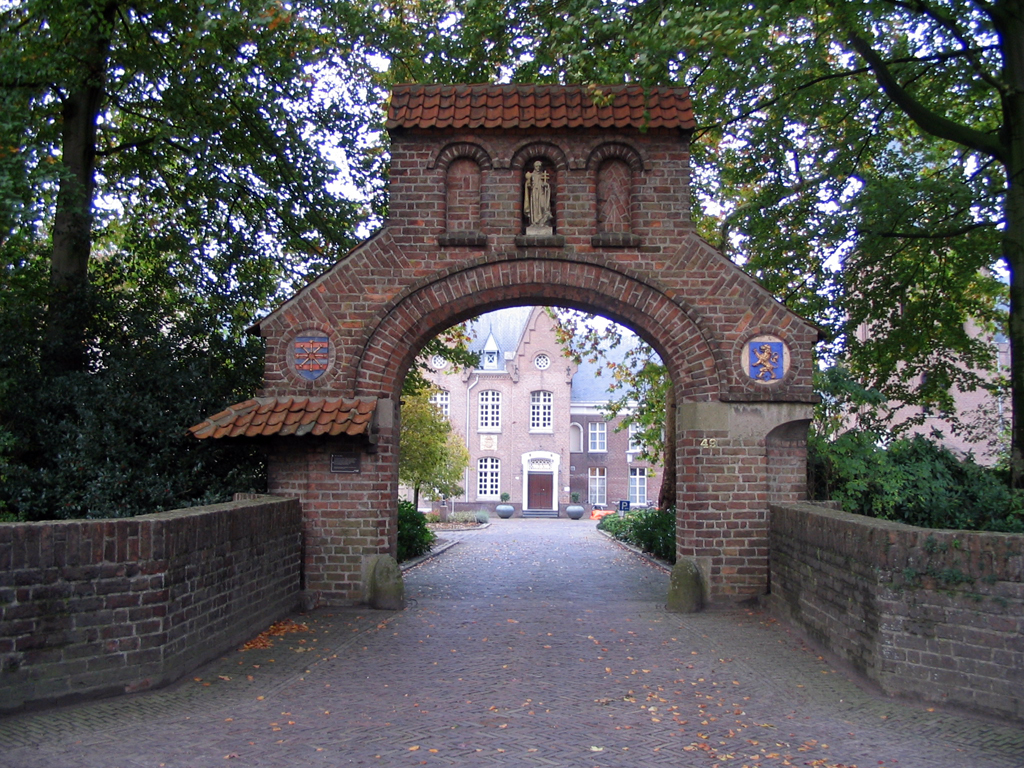
Poort van de Abdij van Berne in Heeswijk

De Abdij van Berne is een abdij van de premonstratenzers, ook norbertijnen of witheren genoemd. De orde is opgezet door de heilige Norbert van Gennep. De norbertijnen leven volgens de regel van Augustinus. De abdij in Heeswijk-Dinther vormt een canonie samen met de priorijen in Hierden en Tilburg en is onderdeel van de Brabantse circarie.

## Ontstaan en geschiedenis

### Stichting

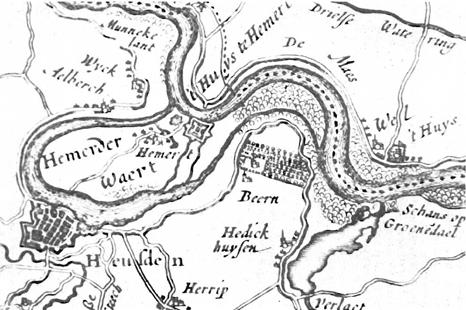
Atlas van Blaeu (1648)

De Abdij van Berne werd door ridder Fulco van Berne gesticht in 1134 in het Gelderse plaatsje Berne aan de Maas, het nabij Heusden gelegen Bern. Hiermee is het de oudste nog bestaande kloostergemeenschap van Nederland.
"In het jaar des heren 1132 gebeurde het, dat Fulco van Berne achtervolgd werd en niet meer kon ontsnappen. Hij was van alle kanten omsingeld en deed toen de belofte aan God, dat als hij door Gods toedoen van zijn vijanden zou ontkomen, zijn kasteel te Berne tot een klooster zou maken. Hij wierp zich gewapend en te paard in de Maas en wist weldra de overkant te bereiken." In het Museum voor Religieuze Kunst in Uden hangt een schilderij dat dit verhaal verbeeldt. De wapenspreuk van de Abdij luidt: Berna ut Lucerna (Berne als een Licht).

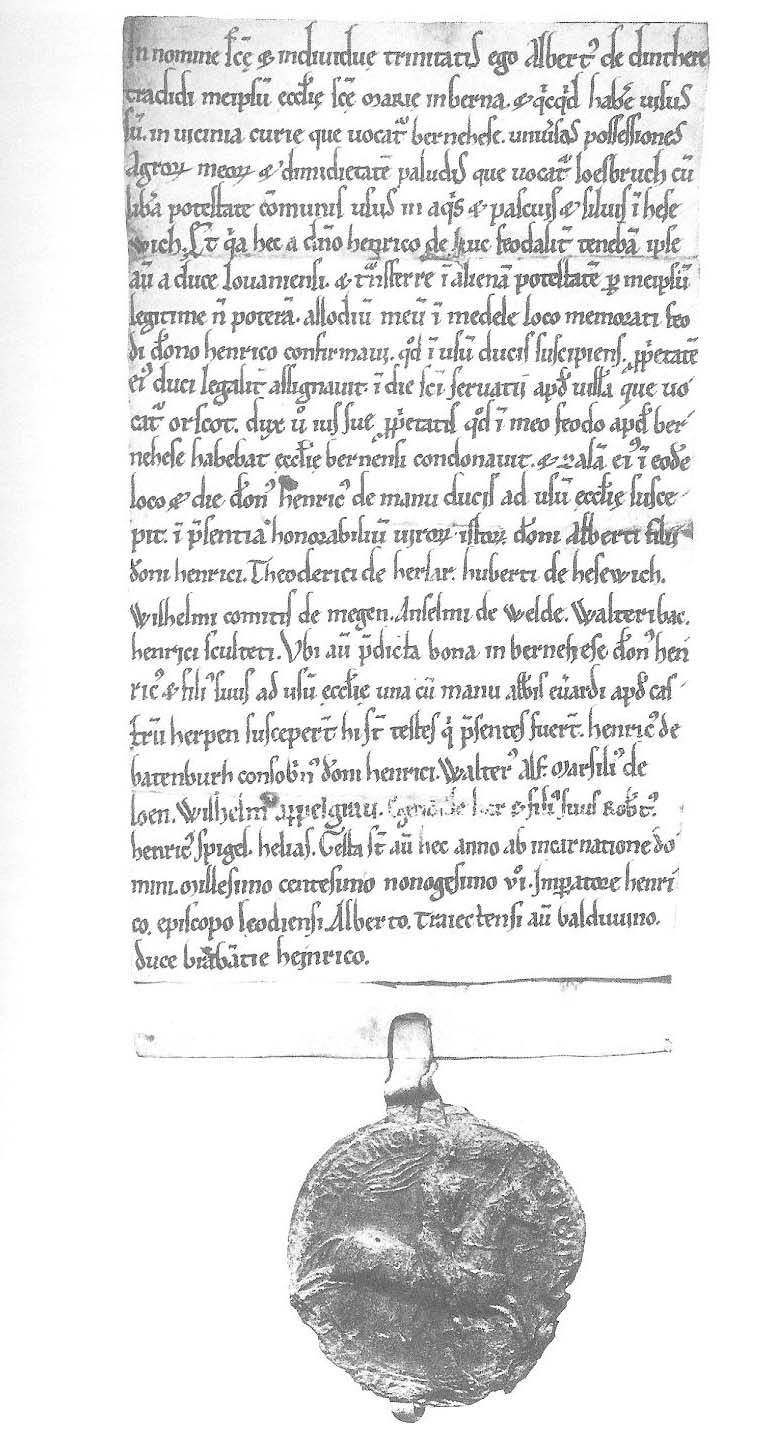
Schenkingsakte van het gebied Bernheze aan de abdij in 1196 door Albert van Dinther

In eerste instantie haalt Fulco augustijnen uit de Abdij Rolduc naar Berne om tot een kloosterstichting te komen. De chaotische situatie die vervolgens binnen de kloostermuren ontstaat, stemt Fulco niet tevreden en de augustijnen kunnen huiswaarts keren. Fulco wijkt niet van zijn belofte af en hij onderneemt in 1134 een tweede poging met de orde van Prémontré, ook wel norbertijnen genaamd. Hij krijgt van de nabijgelegen Norbertijnerabdij van Mariënweerd een abt en enige kloosterlingen toegezonden om zijn kasteeltje te Berne te bemannen. Ditmaal treedt Fulco zelf toe tot de gemeenschap. Zijn vrouw, Bescela, kiest voor een leven als religieuze in Berne en later in het norbertinessenklooster te Altforst dat aan de abdij verbonden is.
Voogden van de abdij waren eerst de graven van Kleef. Vanaf 1248 nemen de hertogen van Brabant deze taak over en in 1399 ten slotte de graven van Holland en de hertogen van Gelre.

### Middeleeuwen tot 1857
In vergelijking met de in dezelfde tijd ontstane abdijen in Duitsland en België gaat de Abdij van Berne, net als de moederabdij Mariënweerd, betrekkelijk laat over tot het verwerven van parochies. Na ongeveer een eeuw van bestaan verandert de koers van Berne. De strikt monastieke fase komt hier ten einde en de aandacht verschuift nu van werken in de abdij naar werken buiten de abdij. Niet alleen het wereldlijk gezag, maar ook het geestelijk gezag van de abdij neemt toe en de abdij groeit uit tot een geestelijk en wereldlijk centrum in de regio. Dit is de tweede fase. Priesters worden naar parochies gestuurd en de parochies worden veelal met alle bijkomende rechten geschonken aan de abdij. Zo komt Berlicum reeds in 1240 in bezit van de abdij. Heeswijk volgt in 1284. Later worden in 1285 Oudheusden, Elshout, Hedikhuizen, Vlijmen, Engelen toegevoegd en in 1369 ten slotte Bokhoven. In 1613 volgt Lithoijen, Haarsteeg in 1846 en in 1948 wordt Middelrode aan de zorgen van de abt van Berne toevertrouwd. In 1964 wordt ten slotte de Parochie Heikant-Quirijnstok in Tilburg aan de abdij overgedragen.
Naast parochies bezit de abdij een zestal uithoven. Dit waren drie grotere uithoven, ook wel proosdijen genoemd, te Altforst, Maarsbergen (beiden geschonken door Fulco in 1134) en Honswijk (gesticht in 1265) en drie kleinere uithoven Bernheze (schenking in 1196), Gaal en Mun (ca. 12e eeuw, nabij Schaijk) en Babyloniënbroek (ca. 13e eeuw).

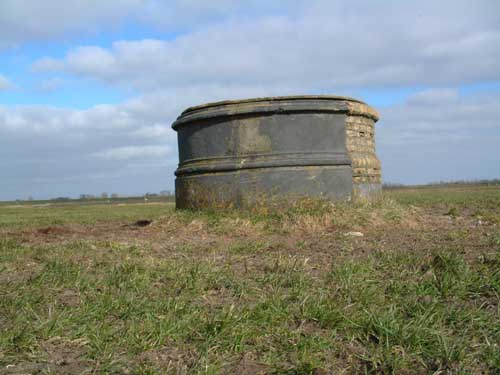
De oude abdijput in het weiland in Berne

Bij het vierhonderdjarig bestaan van de abdij in 1534 verleende paus Clemens VII de abten van Berne het recht om de tekenen van bisschoppelijke waardigheid, mijter en kromstaf, te voeren. Berne werd daarmee losgemaakt uit de bisschoppelijke hiërarchie. Tijdens de Tachtigjarige Oorlog en tijdens het abbatiaat van de 38e abt, tevens de laatste abt die resideerde in Berne, wordt in 1572 de abdij geplunderd door de benden van Lumey, de Geuzen, kort nadat zij op 1 april Den Briel hebben ingenomen. Op 25 september 1579 wordt de abdij in brand gestoken. In 1648 vervallen de abdijgoederen aan de Staten van Holland.
In de Grote of Sint-Janskerk in Gouda bevindt zich een glasraam (nr. 10) dat door de abdij is geschonken in 1559. Het verbeeldt de aankondiging van de geboorte van Jezus.
De Norbertijnen trekken zich hierna terug in het refugiehuis van de abdij in de St. Jorisstraat en later in het Rijke Fraterhuis van de Broeders van het Gemene Leven te 's-Hertogenbosch. Ook daar wordt het verblijf gehinderd. Na de belegering van 's-Hertogenbosch in 1629 wijkt men onder andere uit naar het graafschap Bokhoven, Bedaf bij Uden, de verschillende parochies en naar de veiligere Zuidelijke Nederlanden en vinden ze een onderdak in Vilvoorde bij Brussel.
Abt Jan Moors vestigt zich in 1629 te Heeswijk, waar de abten van Berne een slotje bezitten, het Slot Berne. Na 150 jaar maakt de Franse Revolutie een einde aan het verblijf in Vilvoorde. Tussen 1797 en 1857 is van enig abdijleven eigenlijk geen sprake. De norbertijnen-pastoors wonen verdeeld over de pastorieën en daar leidt de abdij een verborgen leven.
Het Slotje in Heeswijk zal gedurende alle opeenvolgende perioden bewoond worden door norbertijnen, om uiteindelijk in 1857 de definitieve vestigingsplaats van de abdij te worden.
In de buurtschap Bern staat nog het gotische brouwershuis van de abdij. Na verwoesting in de Tweede Wereldoorlog werd het brouwershuis herbouwd, maar het pand, dat niet wordt bewoond, heeft in recente tijden weer te lijden onder verval en onder begroeiing die de muren en daken van bijgebouwen en ommuring uit elkaar drukt.

### Vestiging in Heeswijk

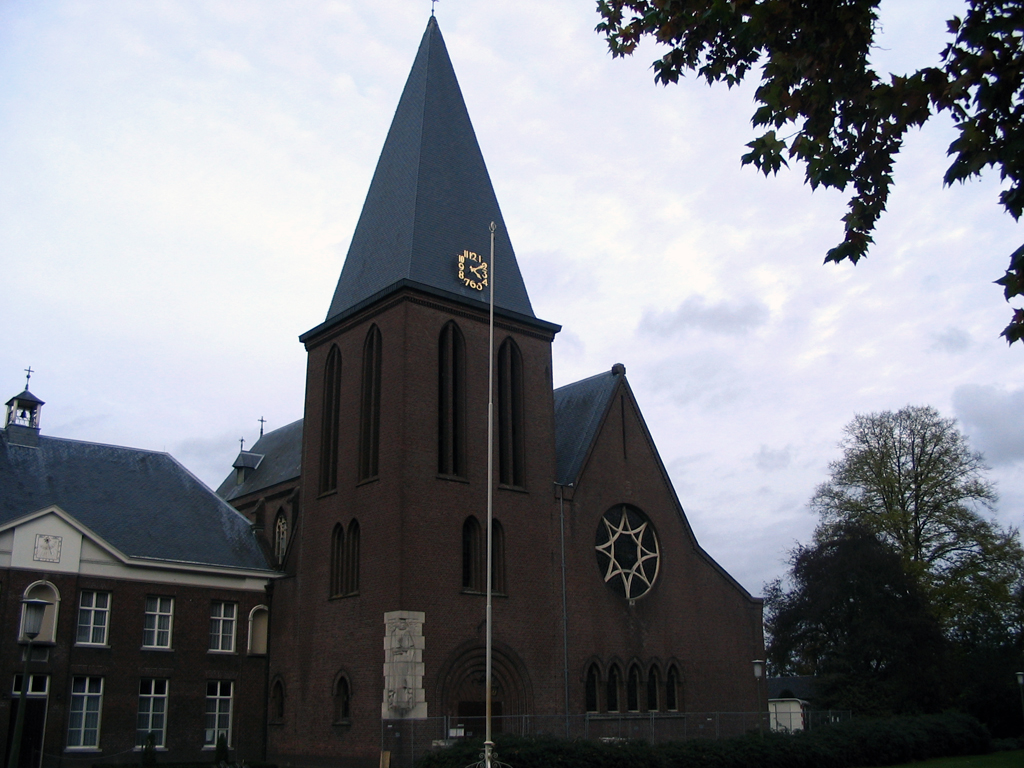
De abdijkerk in Heeswijk

Koning Willem I bevestigt in 1824 het onafgebroken bestaansrecht van de abdij. De paus doet hetzelfde in 1832. 
In 1857 werd de abdij daarop definitief gevestigd in het Noord-Brabantse Heeswijk, waar in 1879 een abdijkerk werd gebouwd, gewijd aan O.L.V. Vrouw van Berne en St. Jan de Doper. 
In 1886 werd het Gymnasium St. Norbertus opgericht, het latere Gymnasium Bernrode. Dit was mede mogelijk door de verkoop van een honderdtal handschriften en oude boekdrukken uit de bibliotheek ten behoeve van de abdijkas door Gerlacus van den Elsen. De abdij zag ook andere manuscripten verloren gaan, onder andere door in 1887 handschriften te laten veilen in Leiden. Uit dit voormalige bezit stamt bijvoorbeeld een prachtig verlucht getijden- en gebedenboek dat kort na 1456 in het Hertogdom Brabant vervaardigd is. De Koninklijke Bibliotheek is sindsdien in bezit van het graduale van abt Van Malsen. 
Rond 1920 startte de abdij met de productie van hun liturgische uitgaven in een eigen drukkerij. Door ook zelf op te treden als uitgeverij en boekhandel konden zij hun religieuze boodschap geheel in eigen beheer uitdragen.Vanaf de jaren 60 van de 20e eeuw is de abdij een centrum van contestatie en roep naar vernieuwingen. Abt Ton Baeten (abt van 1982 tot 2000) is het gezicht van een geestelijkheid die sympathiseerde met bewegingen zoals de Acht-Mei-beweging. De invloed van de abdij binnen de Katholieke Kerk in Nederland is echter in het begin van het 3e millennium afgenomen.
De norbertijnen zijn nog altijd werkzaam in een groot aantal parochies in de buurt van de abdij.
In 2007 vierde de abdij het 150-jarig bestaan in Heeswijk. Er woonden toen 27 broeders en kanunniken (zes minder dan twee jaar eerder). Naast geprofeste leden kent de abdij ook enkele groepen mensen die zich nauw verbonden voelen met de gemeenschap. De gemeenschap geeft ook het tweemaandelijks tijdschrift Berne uit. De abdij biedt gastvrijheid aan mensen die rust en inspiratie zoeken, onder andere in de vorm van retraites. 

#### Gebouw
De abdijkerk werd in 1927, na het overlijden van 'hun' boerenapostel Gerlacus van den Elsen O. Praem., met geld van de boeren wordt vergroot door Hendrik Willem Valk. In de torenmuur hakte de beeldhouwer Jozef Cantré een hoeksteen met zijn beeltenis uit als eerbetoon aan deze boerenapostel. Architect Valk ontwierp ook de abdijpoort. 
In 1999 werd het woongedeelte van de abdij vernieuwd, naar een ontwerp van Architectenbureau Oomen. In 2006 onderging de binneninrichting van de kerk een grondige wijziging: de verschillende vloerniveaus werden over de gehele oppervlakte gelijk getrokken. Het tweede orgel verhuisde naar het balkon. De kerkbanken werden verwijderd en vervangen door stoelen. De kerk werd in een gele kleur in drie tinten geschilderd en voorzien van een nieuwe lichtinstallatie.
Op het abdijterrein zijn naast de Drukkerij Berne ook de Boekhandel Berne, de Uitgeverij Abdij van Berne, de Werkgroep voor Liturgie Heeswijk en sinds 2015 Stichting Berne Abdijbier te vinden.

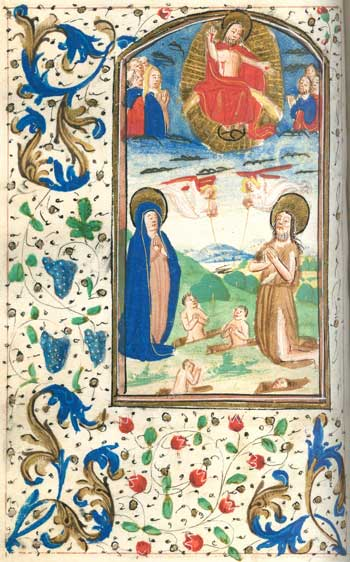
Manuscript ca.1460 Verrijzenis van de doden

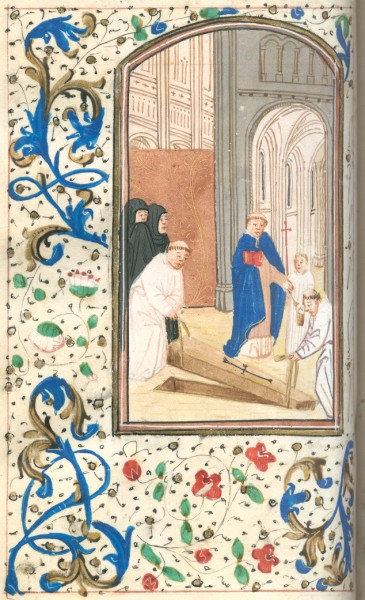
Manuscript ca.1460 Dodenliturgie Abdij van Berne

## Bekende norbertijnen van Berne
- Fulco van Berne (*1149), stichter van de Abdij van Berne
- Johannes Moors (ca. 1581-1641, speelt een belangrijke rol bij het Beleg van 's-Hertogenbosch (1629)
- Gerlacus van den Elsen (1853-1925), oprichter Boerenleenbank en de Noordbrabantse Christelijke Boerenbond (NCB), het huidige ZLTO
- Johan Nouwens (1875-1968), oprichter R.K. Middenstandsbond (uitgetreden in 1923)
- Lambertus Henricus (Pius) van Aken (1876-1938), oprichter van Het Algemeen Roomsch-Katholiek Werkgeversverbond[9]
- Jules van Beurden (1878-1945), Oprichter Middenstandsbank
- Ignatius (Koen) Dubbelman (1894-1977), bisschop van Jabalpur in India
- Michaël van Helvert (1912-1982), kunstenaar
- Clemens van den Berg (1912-1977), musicus en componist
- Theophanus Mathew Thannickunnel (*1928), bisschop-emeritus van Jabalpur in India
- Marcel van de Ven (1930-2000, abt van 1968 tot 1982 en abt-generaal van 1982-1996)
- Ton Baeten (1931-2018, abt van 1982 tot 2000)
- Piet Al (1937-2010, abt van 2001 tot 2006) en kerkhistoricus

## Abten van Berne in Heeswijk
- Gerardus Neefs (1842 - 1859);
- Hubertus Manni (1859 - 1867);
- Andreas van Laarhoven (1867 - 1870);
- Henricus van den Brand (1871 - 1873);
- Adrianus Ceelen (1874 - 1885);
- Augustinus Bazelmans (1885 - 1908);
- Evermodus van den Berg (1908 - 1930);
- Henricus Stöcker (1930 - 1942);
- Milo Ondersteijn (1942 - 1959);
- Albertus Haselager (1959 - 1967);
- Marcellus van de Ven (1968 - 1982);
- Arthur (Ton) Baeten (1982 - 2000);
- Piet Al (2001 - 2007);
- Ward Cortvriendt (2007 - 2010);
- Klaas Fongers (administrator, 2010-2013);
- Denis Hendrickx (2013 - 2024);
- Frank van Roermund (prior-administrator, 2024 - ).[10]

## Stichtingen

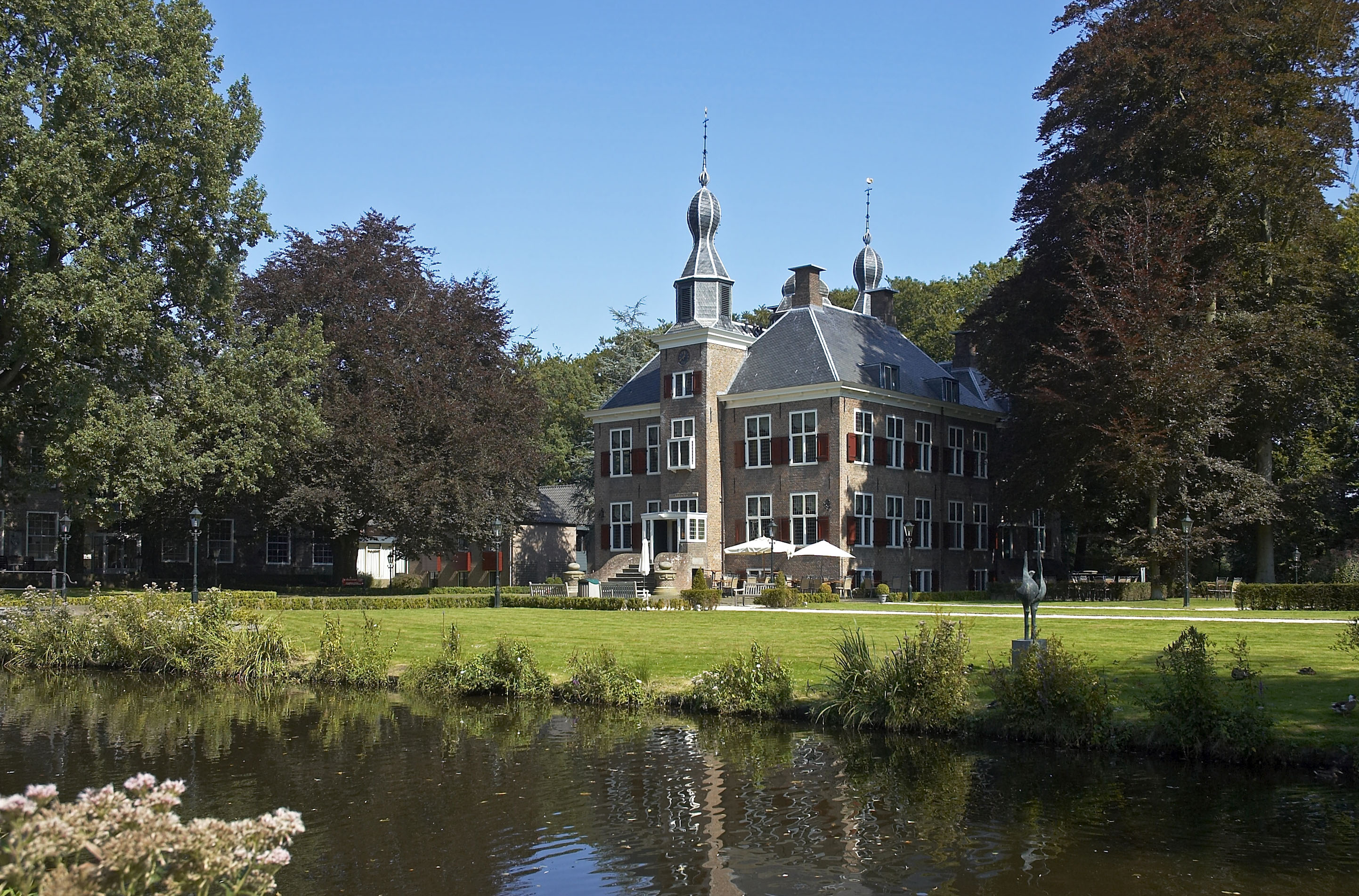
Priorij De Essenburgh

Vanuit de Canonie van Berne zijn verschillende nieuwe stichtingen gedaan.
- De abdij van De Pere in de Amerikaanse staat Wisconsin (1893)
- De abdij van Jamtara in India (1923)
- Priorij De Essenburgh in Hierden (1950)
- Priorij De Schans in Tilburg (1964)
- Communiteit Mariëngaard in Hierden (1992)

Daarnaast vestigen ze zich in enkele oude leegstaande abdijen.
- De Abdij van Windberg in de Duitse deelstaat Beieren (1923)
- De Abdij van Rot an der Rot in de Duitse deelstaat Baden-Württemberg (1948-1959)
- Deze stichting wordt later verplaatst naar de abdij van Hamborn in de Duitse deelstaat Noordrijn-Westfalen (1960)

Daarnaast zijn er pogingen ondernomen in Nogent-l'Artaud (1945-1949) in Frankrijk en in Australië

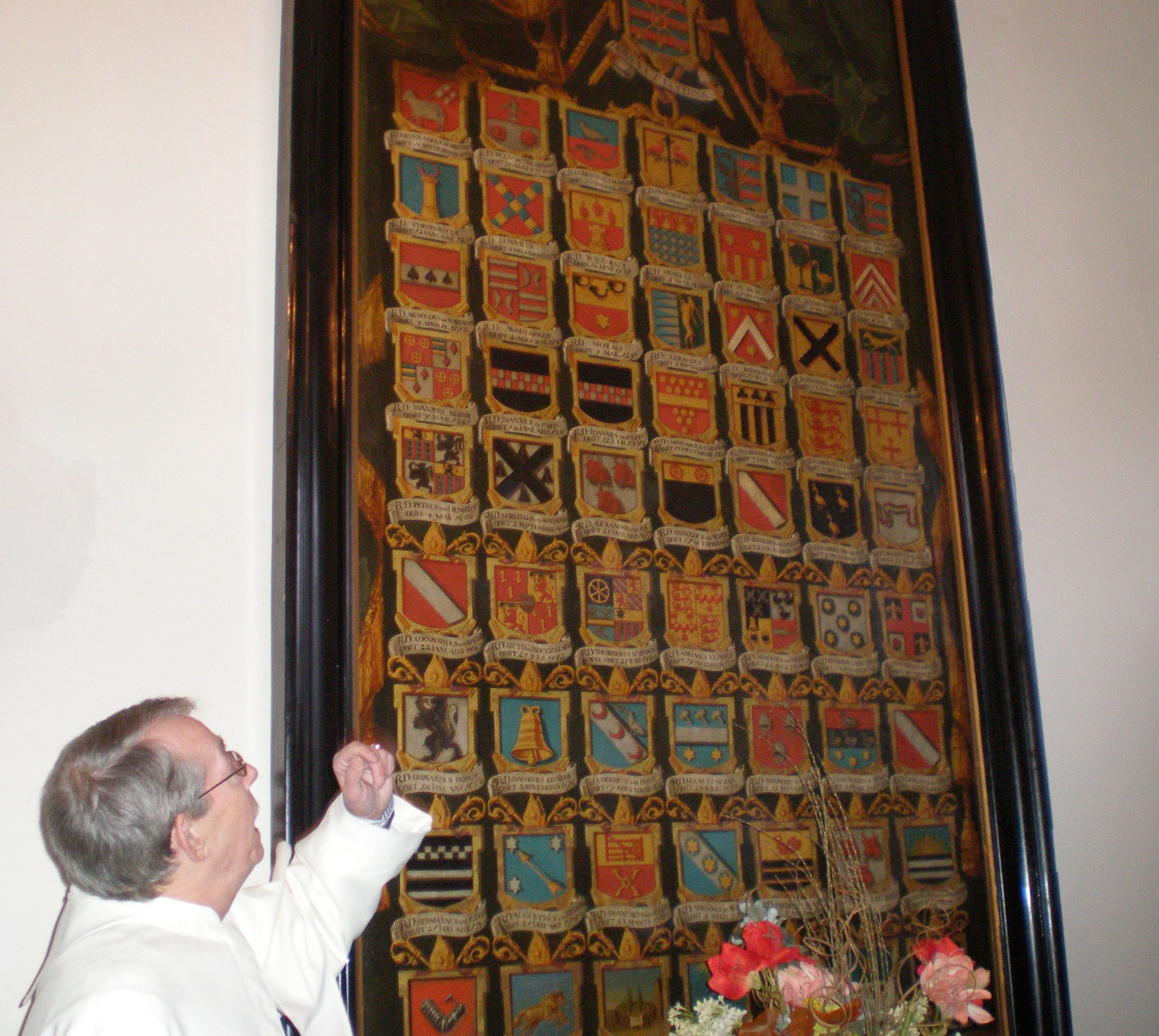
Wapenbord

## Bezienswaardigheden

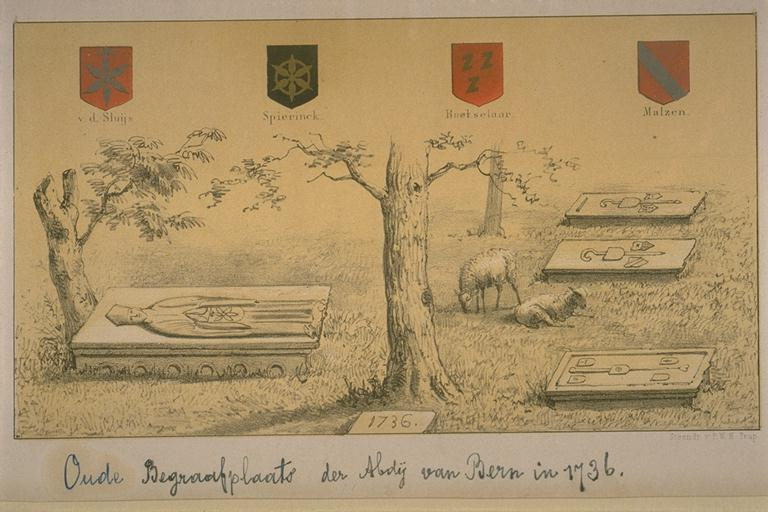
Begraafplaats van de Abdij in Bern 1736

- De abdij is in het bezit van het zogenaamde Tafelblad der Maaltijden'. Op dit middeleeuwse blad zijn medaillons geschilderd met binnenin een Bijbelse maaltijdscène. Het exemplaar is het enige dat in Nederland bewaard is gebleven. Het werd begin van de 20e eeuw door een kanunnik ontdekt aan de onderkant van zijn schrijftafel. De timmerman die deze tafel in elkaar zette, had ook meteen de helft van de schildering weggeschaafd. Maar de bruiloft te Kana en het Laatste Avondmaal zijn nog te zien.
- Het Slotje, een 16e-eeuws speelhuis met daarin boven de ingang het wapen van abt Coenraad van Malsen. Het kent een 12e-eeuwse oorsprong.
- Abtsportretten van alle gemijterde abten van 1534 tot heden.
- Wapenbord met alle abtswapens vanaf 1134.
- De iconenverzameling van Willem baron van den Bogaerde van Terbrugge, deze hingen tot 1974 in de Ridderzaal van Kasteel Heeswijk.
- Een rijk historisch archief van de abdij, de abdij Mariënweerd en verschillende parochies en kloosters van de orde.[11]
- Schilderij van de Norbertijnse heilstrap van Pieter Thys, afkomstig uit het norbertinessenklooster in Mechelen.
- Kromstaf van abt Van Malsen uit ca. 1536. Deze kromstaf is van verguld zilver. De maker is Joris Weijers uit Antwerpen). De abdij verkrijgt het recht op het dragen van de pontificalia van Paus Clemens VII. In het abdijarchief ligt ook nog de bijbehorende pauselijke oorkonde. De abdij is door dit recht exempt geworden, wat betekent dat zij niet aan de rechtsmacht van een plaatselijke bisschop onderworpen is.
- Grafzerken eerste drie gemijterde abten: Coenraad van Malsen, Otto van den Boetselaar en Theodorus Spierinck van Well.[12] Deze zijn nog afkomstig uit het oude Berne aan de Maas. De eerste twee in gotische stijl met de symbolen van de vier evangelisten in de hoeken, de derde in renaissancestijl. (bruikleen van het Rijksmuseum Amsterdam)
- Graftombe ridderArnold van der sluijs (in bezit van het Rijksmuseum Amsterdam).

## Rondom de abdij

### Werkgroep voor Liturgie Heeswijk

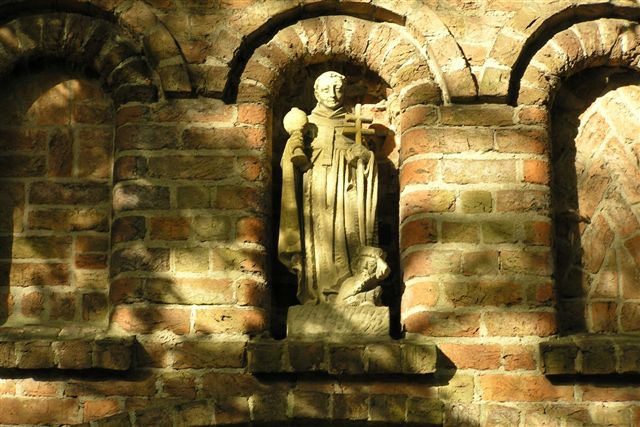
Norbertusbeeld in abdijpoort

In 1892 wordt begonnen met het tijdschrift Het Offer. Hierin wordt veel aandacht geschonken aan de viering van de mis. In de loop der jaren is dit ontwikkeld tot het tijdschrift Rond de Tafel, in een andere vorm, met een brede en praktijkgerichte aandacht voor alles wat met liturgie te maken heeft. Uiteindelijk is Rond de Tafel samen met het tijdschrift Inzet als geheel vernieuwd verdergegaan onder de naam: VIEREN, tijdschrift voor liturgie en spiritualiteit.
Na de uitbreiding van de abdijkerk en een vernieuwde inrichting van het kerkgebouw neemt de liturgie en de liturgische vernieuwing een voorname positie in bij de norbertijnen. Reeds aan het einde van de 19e eeuw dit opgekomen door de belangstelling voor de eucharistie, maar de grote doorbraak komt met de zogenaamde misweken die worden gegeven in parochiekerken verspreid door het land. Het doel dat de norbertijnen voor ogen hebben in deze weken is een actieve deelname van de kerkgangers aan de liturgie, de viering, te bevorderen. Allerhande liturgische activiteiten ontplooien de norbertijnen in het spoor van deze misweken.
De norbertijnen van de Abdij van Berne beginnen in 1936 met dit zogenoemde miswekenwerk: vorming en scholing van gelovigen om actieve deelname aan de mis mogelijk te maken. Een belangrijk instrument hiervoor is het zogenaamde volksmissaal. Een boek met de volledige Latijnse tekst van de (mis)liturgie met een vertaling, nadere uitleg en commentaar. Bekend is onder meer het Berne Handmissaal uit 1957.
In 1951 wordt begonnen met de uitgave van het wekelijkse boekje De zondagsmis Met behulp van dit boekje kunnen de gelovigen de mis volgen, worden ze uitgenodigd tot meebidden en -zingen en worden handreikingen gegeven voor persoonlijk gebed. De zondagsmis heet sinds 1995 De zondag vieren.
Het Liturgisch Apostolaat van de Abdij van Berne krijgt in 1966 een nieuwe naam: Werkgroep voor Liturgie Heeswijk. De WLH verzorgt liturgische en liturgisch-catechetische uitgaven en biedt tevens een vorming voor de liturgie aan door middel van cursussen, trainingen, studiedagen en leerwerkdagen.

### Grafische Bedrijven Berne
Rond 1920 startte de abdij met de productie van hun liturgische uitgaven in een eigen drukkerij. Door ook zelf op te treden als uitgeverij en boekhandel konden zij hun religieuze boodschap geheel in eigen beheer uitdragen. De grafische activiteiten zijn in de loop der jaren flink uitgegroeid.
Boekhandel Berne is onderdeel van de grafische bedrijven van de Abdij van Berne. Behalve de boekhandel behoren ook de Drukkerij Berne en de Uitgeverij Abdij van Berne tot de grafische bedrijven van de abdij. Boekhandel Berne werd in 1959 opgericht en is van maandag tot zaterdag geopend van 9.00 uur tot 17.00 uur. De boekwinkel kent ook een online-winkel, Berneboek.com.
Drukkerij Berne heeft per 1 februari 2012 haar activiteiten beëindigd. De productie van de in vele parochies bekende misboekjes De Zondag Vieren wordt voortaan elders verzorgd. Door de zware tijden in de grafische sector was het voor de kleine zelfstandige drukkerij niet langer mogelijk om rendabel of zelfs maar kostendekkend te werken.
De Uitgeverij Abdij van Berne verzorgt vooral boeken en tekstbundels voor liturgie en catechese.

### 'Solidair met India'
Al ruim 80 jaar heeft de Abdij van Berne in Heeswijk een bijzondere band met India. Sinds 1923 zijn een vijftigtal missionarissen van Berne uitgezonden naar India, die daar kortere of langere tijd hebben geleefd en gewerkt. Zij hebben de Norbertijner geest van gemeenschapsleven en solidariteit met de armen uitgedragen. Dit werk is voortgezet door de abdij van Jamtara, gelegen in het hart van India. Het is een stichting van de Abdij. Vanaf 1984 vormen de Indiase Norbertijnen een zelfstandige canonie. Deze wordt door de abdij mede ondersteunt.
Op eigentijdse wijze wil de stichting "Solidair met India" van de abdij van Berne het werk voortzetten van de Missieprocuur middels steun aan concrete projecten voor de kansarmen in India.

### Berne Abdijconcerten
De Berne Abdijconcerten bestaan reeds vanaf 1952 zonder onderbreking. In plaats van de naam Berne Abdijconcerten wordt ook wel de naam Orgelkring gebruikt. Vanaf het begin trokken de concerten aandacht, vooral vanwege de presentatie van vooraanstaande buitenlandse organisten.
Op elke eerste zondag van de maand mei, juni, juli, september, oktober en november, en op de zondag vóór Kerstmis, is er in de abdijkerk een orgelconcert. In mei is er een concert voor orgel en kamerkoor; op de zondag vóór Kerstmis is er een concert voor orgel en koor of een solo-instrument; de overige concerten zijn alleen voor orgel.
In de abdijkerk zijn twee orgels. Het Adema-Schreurs-orgel in de apsis, is bijzonder passend bij het romantische en moderne repertoire. Daarnaast is er sinds 2002 ook een barokorgel dat in 1981 gebouwd is door de Gebroeders Reil. Dit orgel, geplaatst op het balkon achter in de kerk, is bij uitstek geschikt voor muziek uit de renaissance en barok.

### Abdijhuis
Het abdijhuis, als onderdeel van het gebouwencomplex van de Abdij van Berne, was een accommodatie die zich ten doel stelde bijeenkomsten in het kader van vorming, bezinning en kennisoverdracht te organiseren en te faciliteren. Het was gevestigd in het gebouw van het voormalige gymnasium St. Norbertus.
Begonnen als jongerencentrum, had het abdijhuis jaarlijks een uitgebreid programma waarin voor velerlei activiteiten plaats is gereserveerd. In 2005 sloot het zijn deuren.
In het gebouw zijn nu onder meer de Werkgroep voor Liturgie Heeswijk en de stichting Solidair met India gevestigd.

## Afbeeldingen

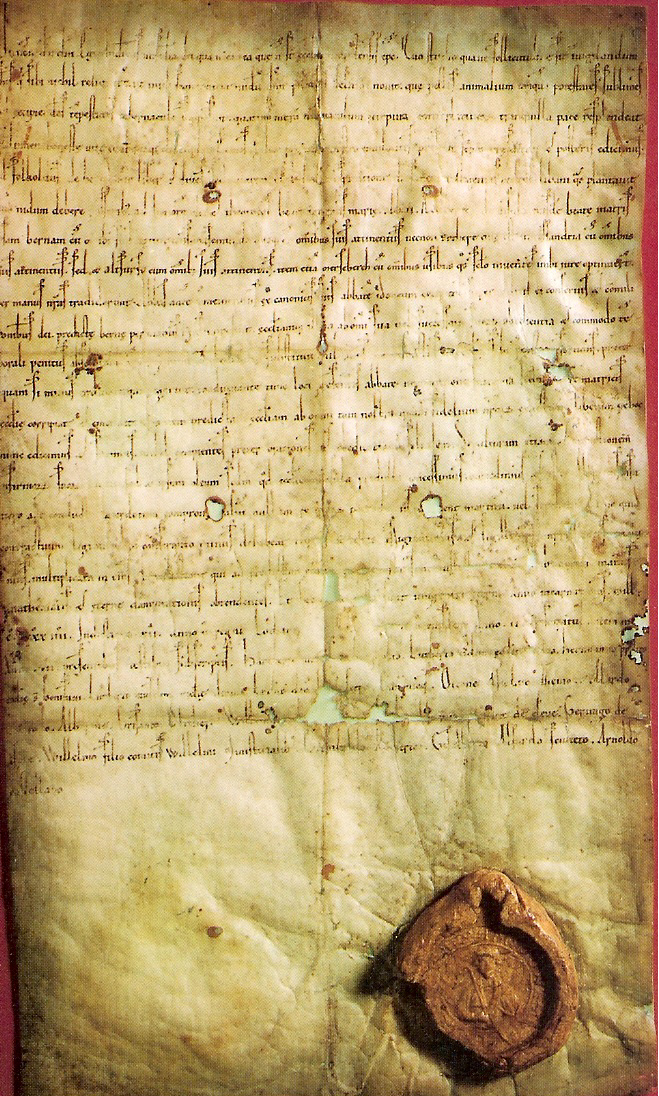
Stichtingsoorkonde
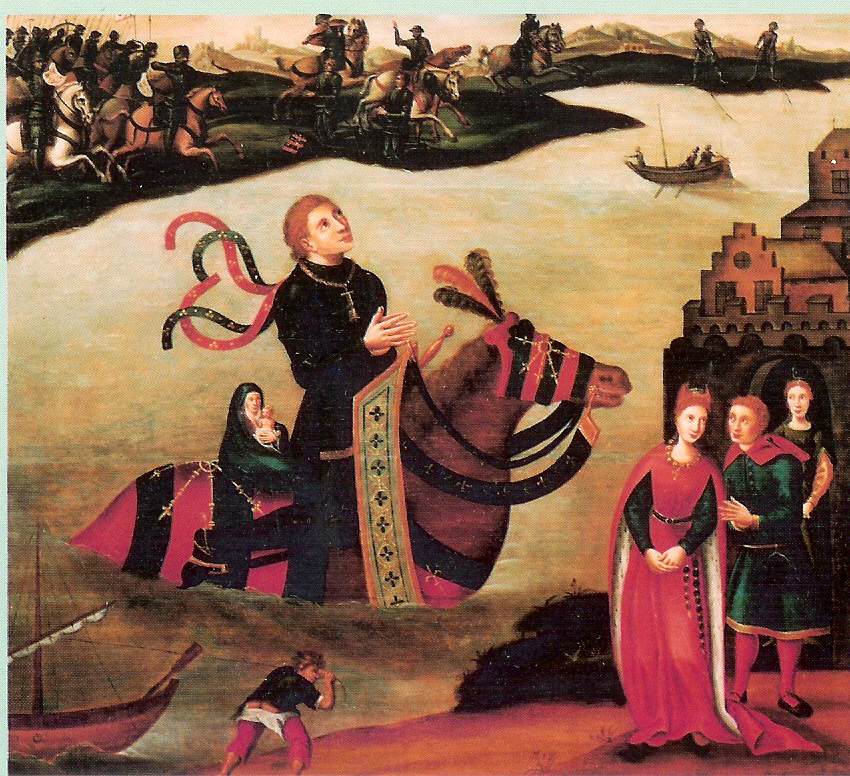
Fulco van Berne
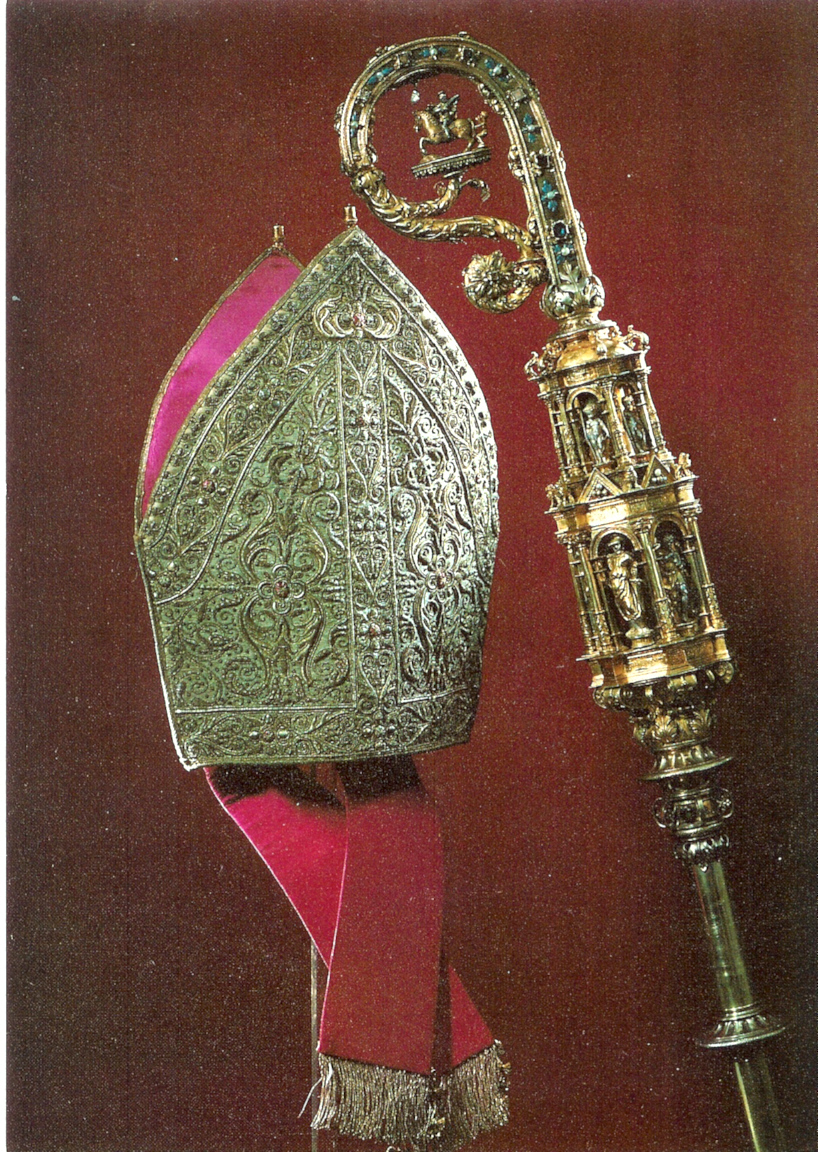
Staf en mijter Coenraad van Malsen
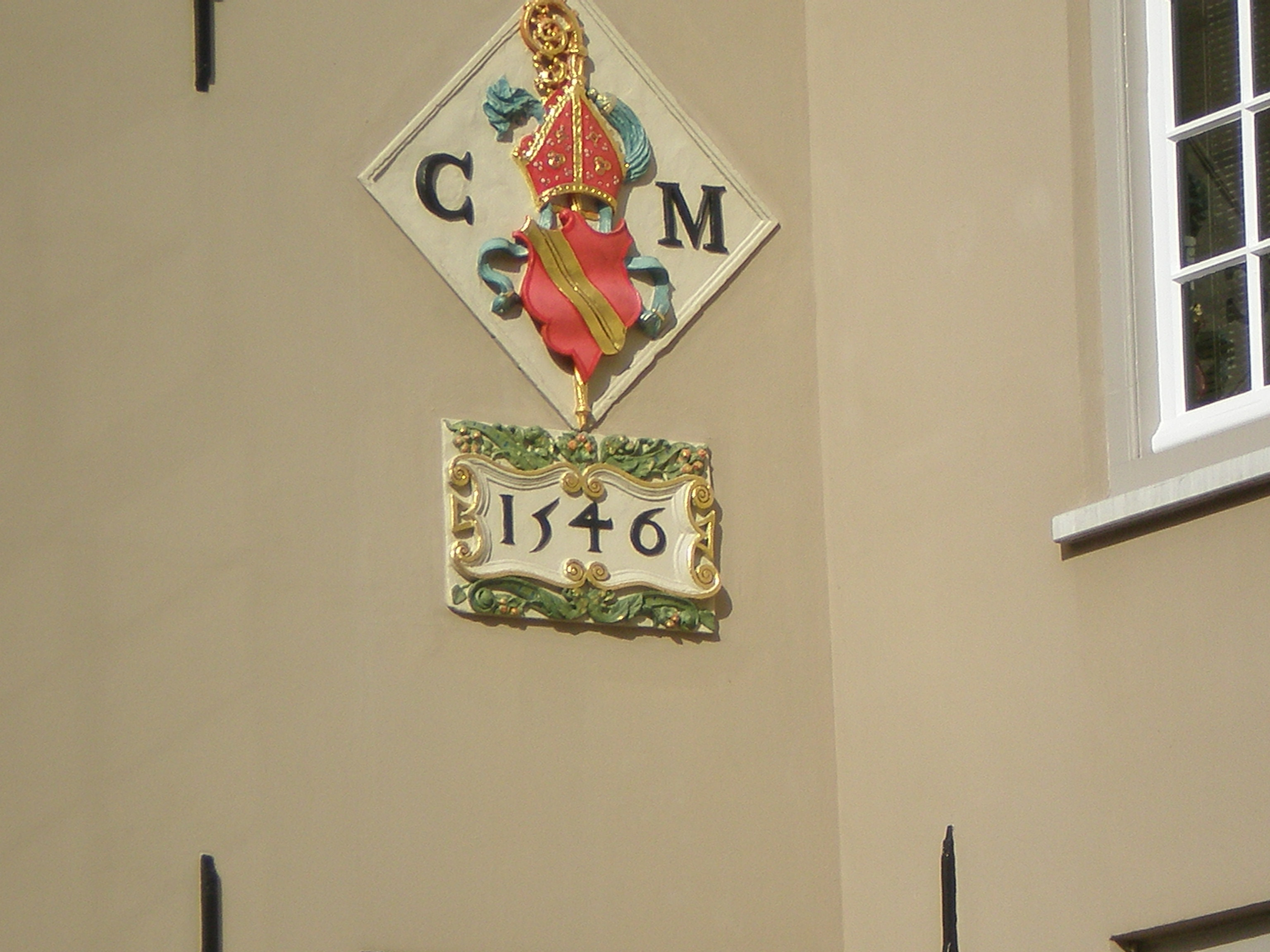
Wapen abt Van Malsen in het oude Slotje
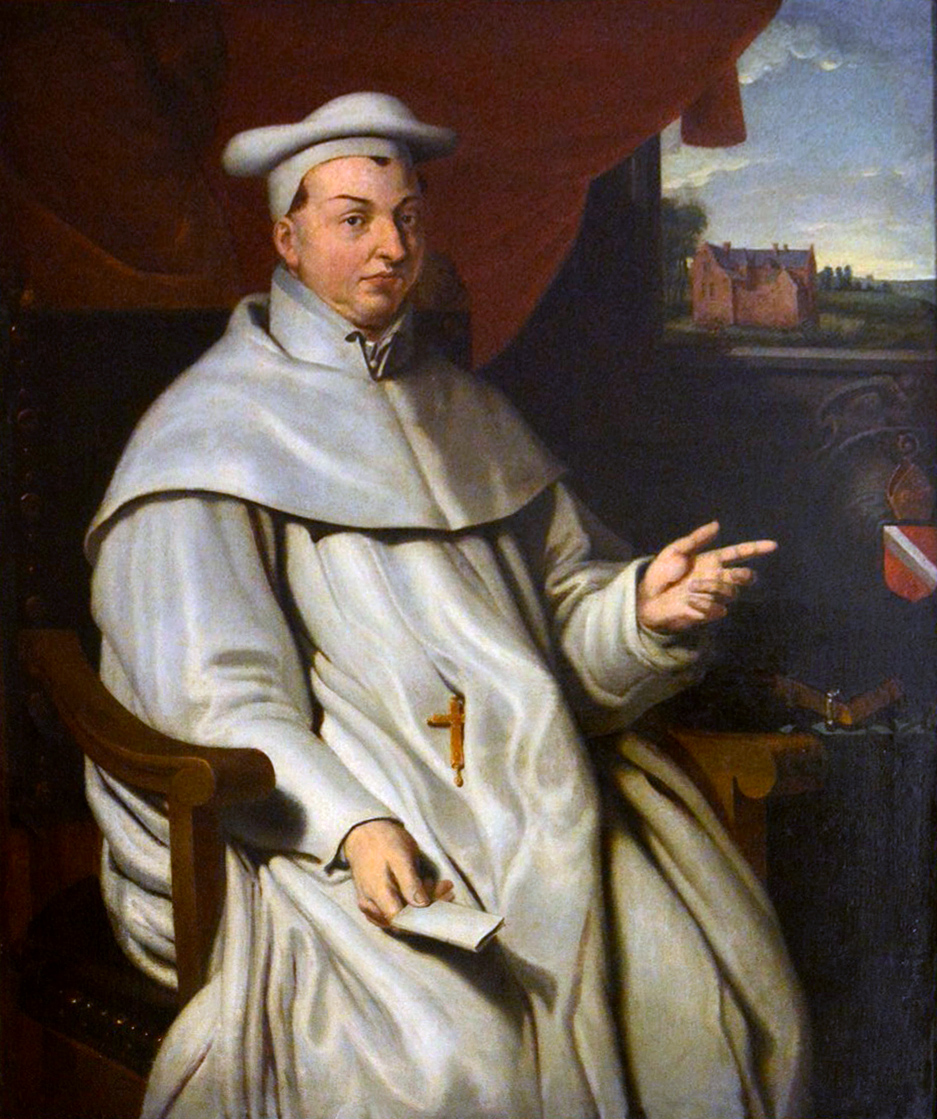
abt Coenraad van Malsen
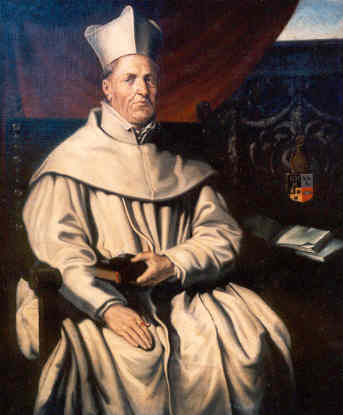
abt Arnold van Vessem
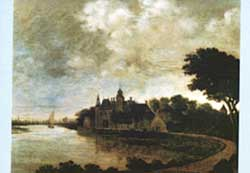
Abdij 17e eeuw
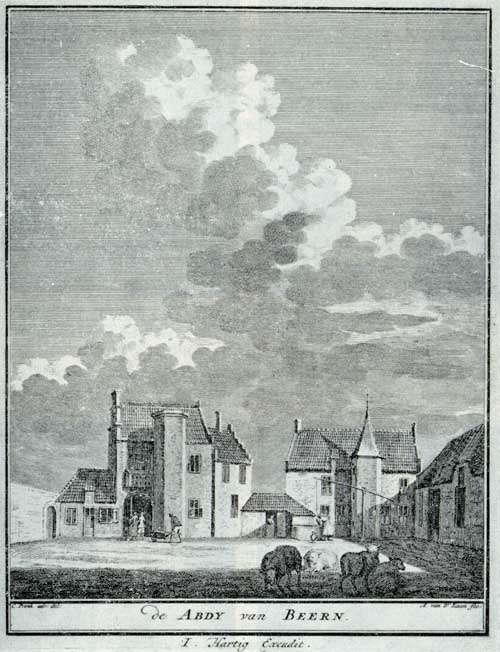
Abdij 18e eeuw
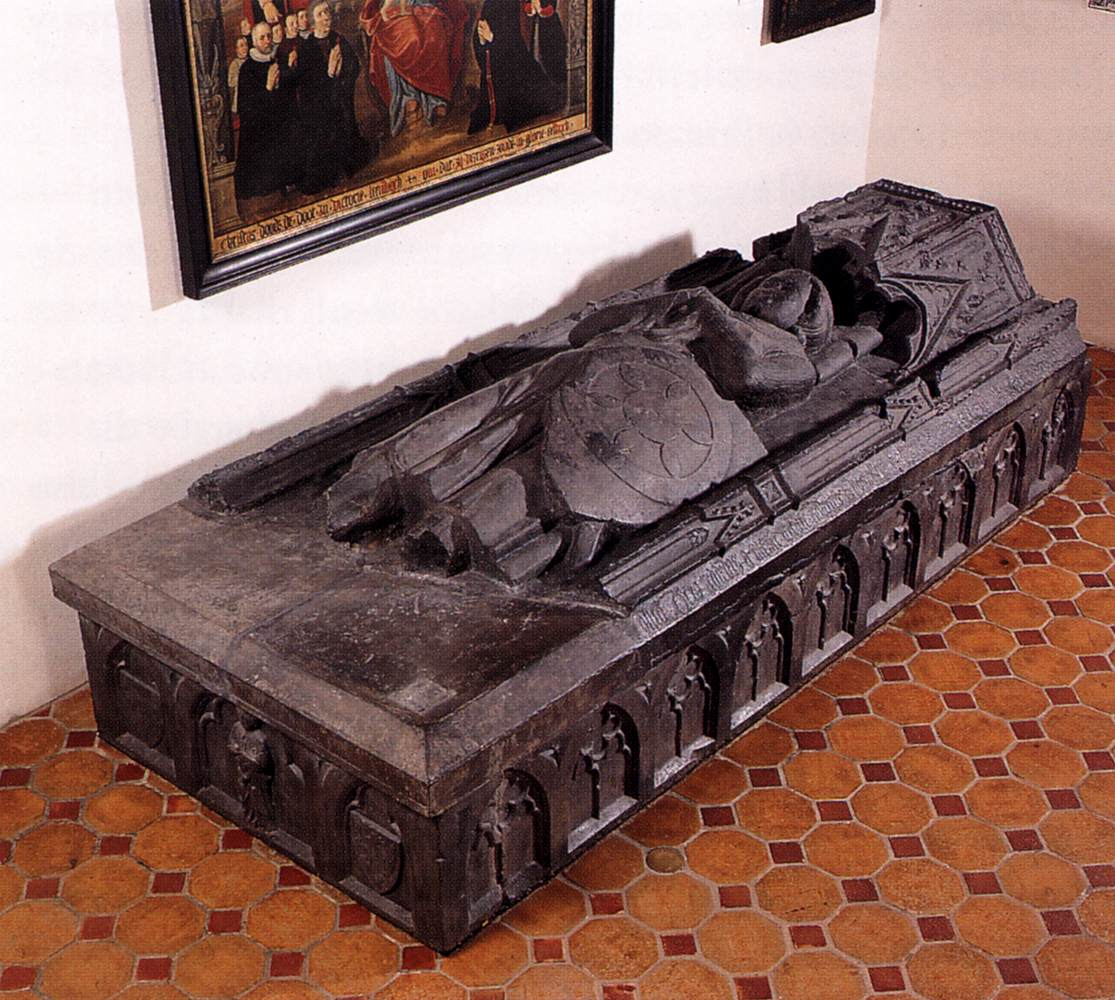
Graftombe Van der Sluijs in het Catharijneconvent in Utrecht
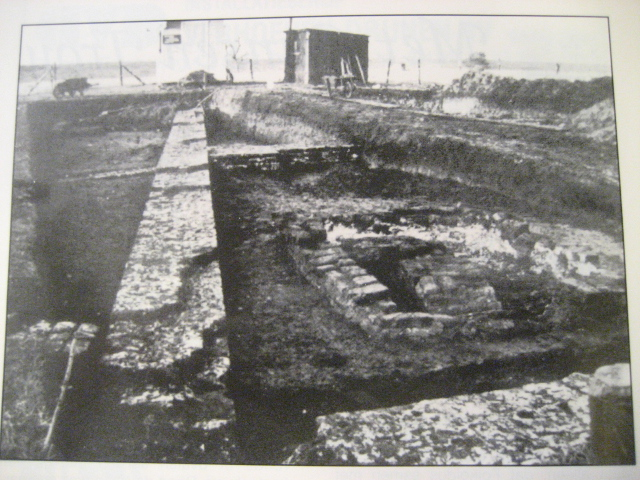
Opgraving in Berne 1962
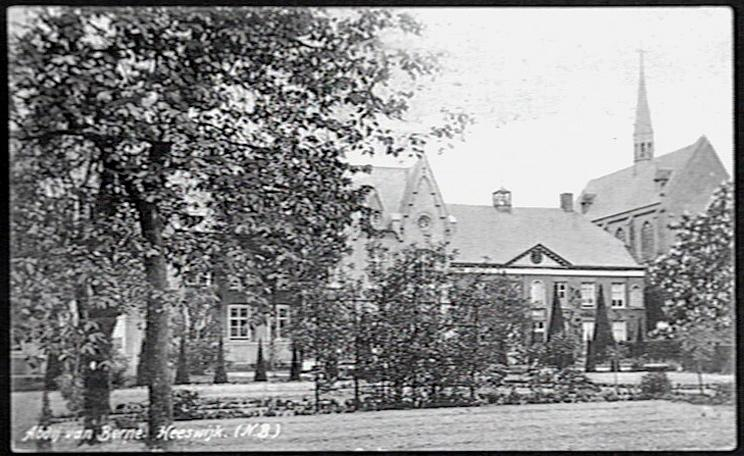
Voorzijde Abdij van Berne vóór 1927
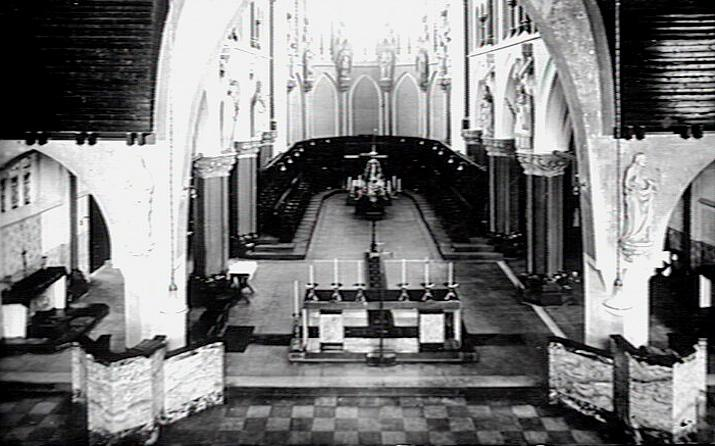
Abdijkerk na de uitbreiding van 1927
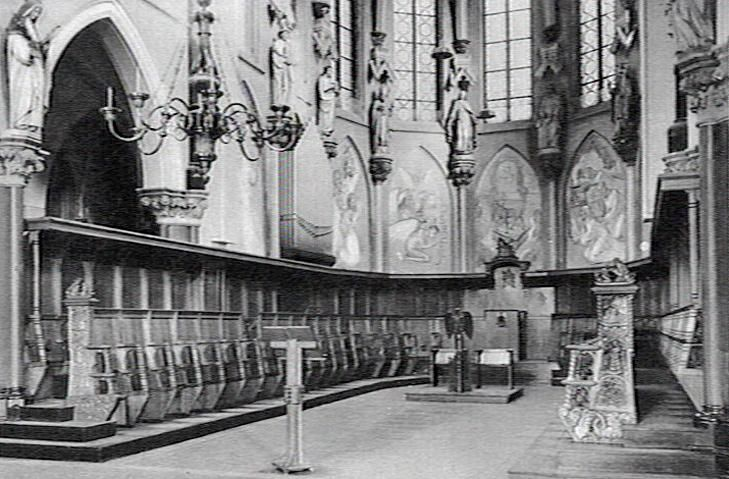
Abdijkerk in 1934
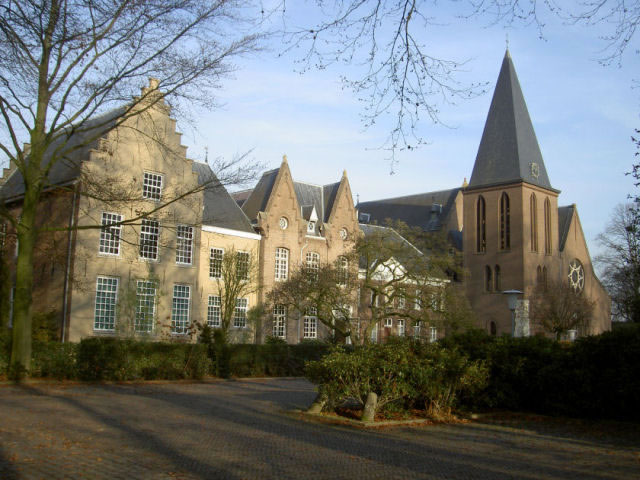
Voorzijde Abdij van Berne
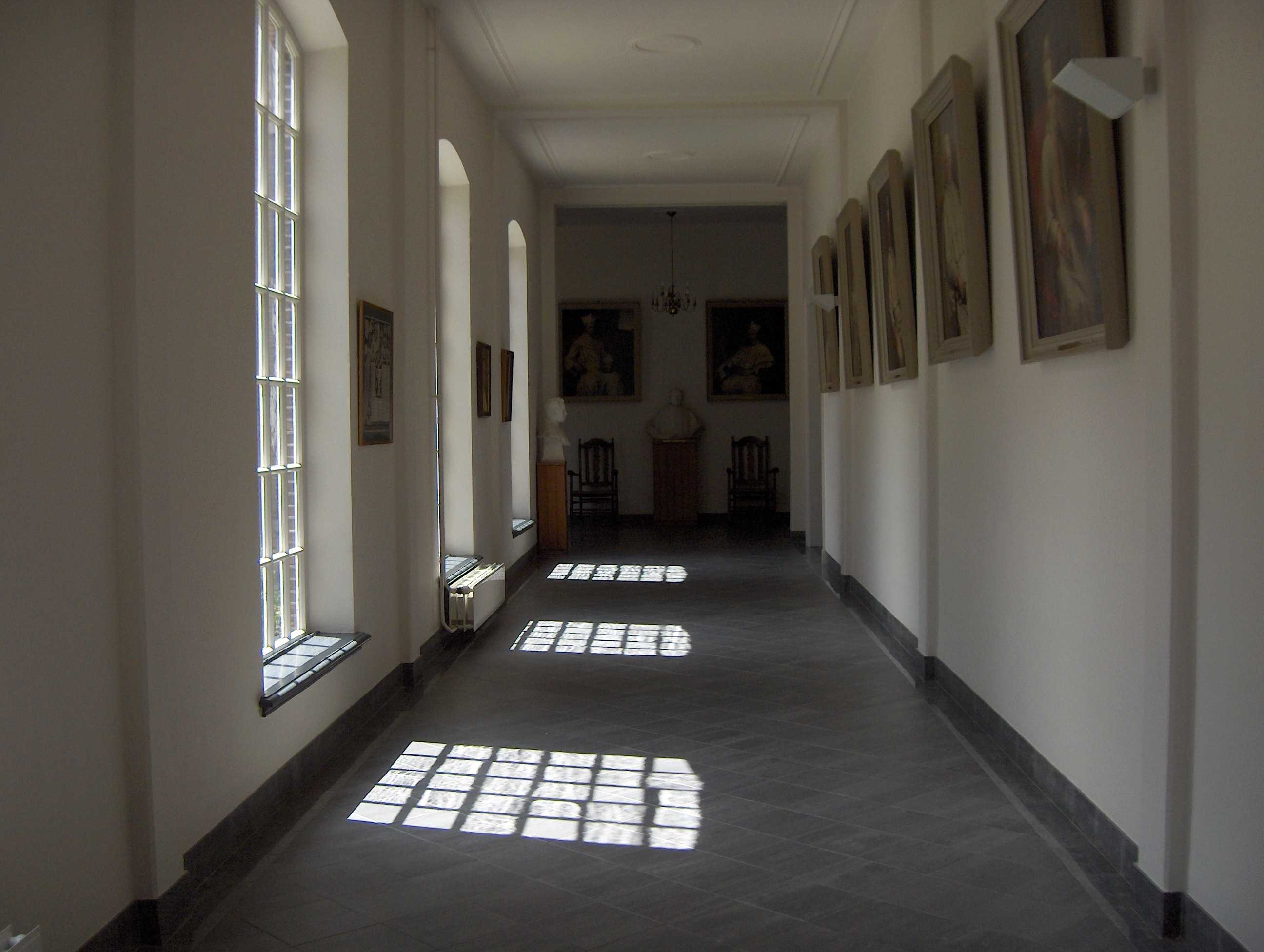
Pandgang Abdij van Berne
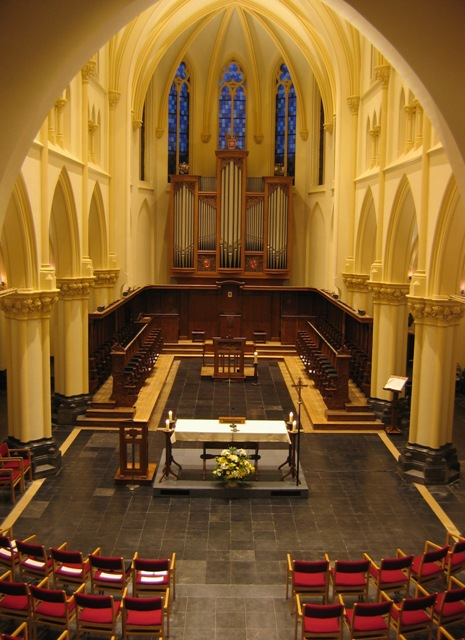
Abdijkerk
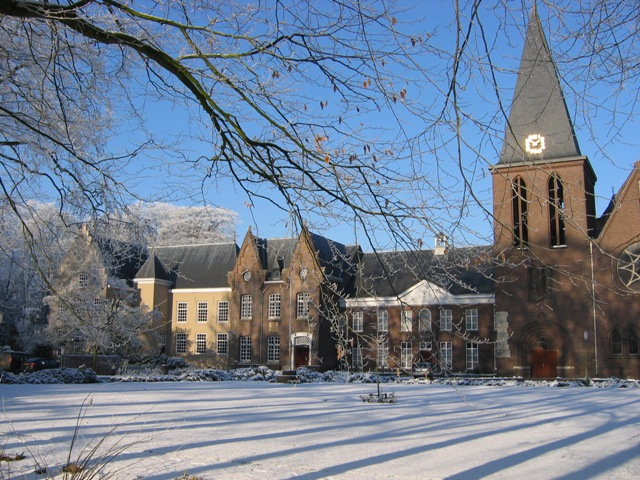
Voorzijde Abdij van Berne 2009
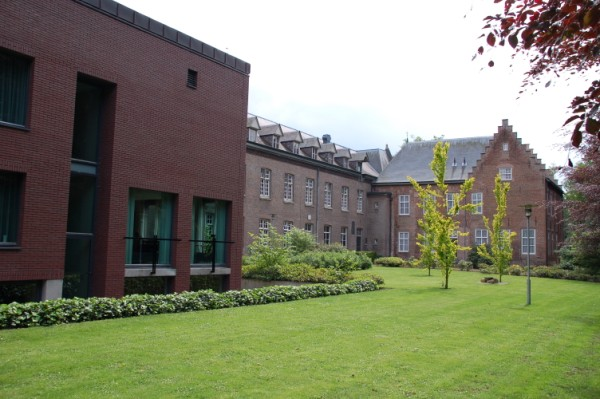
Slotje, Van Laarbouwenbouw en nieuwbouw
Wapen van de abdij